# Cicatrisestola elongata
Cicatrisestola elongata là một loài bọ cánh cứng trong họ Cerambycidae.